# مسابقه آواز یوروویژن ۱۹۶۷
مسابقه آواز یوروویژن ۱۹۶۷ ۱۲مین دوره از مسابقات آواز یوروویژن بود که در هافبرگ، وین، اتریش برگزار شد. برنده آن کشور بریتانیا بود.